# Monument aux victimes de juin
Le monument dit « Aux victimes de juin » est un monument aux morts élevé au cimetière du Père-Lachaise par la Ville Paris en 1836. Il commémore les victimes militaires ayant participé aux répressions des insurrections parisiennes du 5 et 6 juin 1832 et du 13 et 14 avril 1834, ainsi que les victimes civiles de la machine infernale de Fieschi du 28 juillet 1835.

## Historique

### Insurrection de juin 1832
« Aux victimes de juin » serait le premier monument aux morts érigé en France et est assurément le premier du cimetière du Père-Lachaise. Quelques jours après l'insurrection républicaine, le conseil municipal de Paris concède une sépulture aux défenseurs de la monarchie de Juillet morts les 5 et 6 juin 1832. Cette délibération du conseil municipal du 11 juin 1832 est approuvée par l'ordonnance royale du 10 juillet. Elle accorde une « concession perpétuelle de places d'honneur pour recevoir les restes des gardes nationaux, gardes municipaux, officiers et soldats de l'armée, et des autres citoyens morts pour la défense du trône constitutionnel, des institutions nationales et de l'ordre public, dans les journées des 5 et 6 du même mois ».

### Insurrection d'avril 1834
La même chose est réalisée à la suite des insurrections des 13 et 14 avril 1834. Le Moniteur universel du 22 avril indique que « le Conseil municipal, dans sa séance d'hier, a décidé sur la proposition de M. le Préfet de la Seine, que des terrains seraient concédés gratuitement et à perpétuité, par la ville de Paris, dans le cimetière du Père-Lachaise, aux victimes du 13 et 14 avril. Ces terrains sont voisins de ceux dans lesquels reposent les citoyens qui ont succombé de même dans les rangs de la garde nationale ou de l'armée, aux journées de juin »,.

### Machine infernale
Puis y ont été ajoutées les victimes civiles de la machine infernale de Giuseppe Fieschi du 28 juillet 1835. Le 25 août 1835, Rose-Geneviève Alizon et Nicolas-François Leclaire y sont inhumés. Le 28 août, Madame Briosne née Frotignon et Joséphine-Pélagie Langdot y sont inhumées.

### Confusion avec l'insurrection de 1848
La confusion avec les journées de juin 1848 est fréquente. L'erreur se retrouve dans de nombreux ouvrages consacrés au cimetière : Edward Falip (1878), Jules Moiroux (1908), conservateur du cimetière, Michel Dansel (1973), Vincent de Langlade (1988), Marcel Le Clère (1990), Christian Charlet (2003), historien des cimetières parisiens pour la Ville de Paris et Paul Bauer (2015). Quelques ouvrages ne font toutefois pas l'erreur : évidemment Joseph Marty (1838), Barthelémy Prosper (1853), Théophile Astrié (1865), Henry Jouin (1897), Danielle Tartakowsky (1999) ainsi que les guides de voyage consacrés à Paris : Adolphe Joanne (1900), Karl Baedeker (1900). Enfin, plusieurs ouvrages ne mentionnent tout simplement pas cet édifice : Jean-Marie-Vincent Audin (1836), Jean-Pons-Guillaume Viennet (1855), Jacques Hillairet (1958), Jacques Barozzi (1989).

### Faible postérité
Pour Civardi et France, la postérité quasi nulle de l'édifice relève entre autres de la faible importance historique des événements commémorés, de l'emplacement du monument et de son faible intérêt architectural qui apparu vite comme « le vestige d'une époque révolue et d'une idéologie réprouvée de toute part, puisque les républicains pouvaient lui reprocher son origine politique, les conservateurs son allure laïque et les amateurs d'art son style démodé et sans grâce ».
Danielle Tartakowsky rappelle que durant la Commune, une délégation s'est rendue à l'Hôtel de Ville pour demander la démolition du monument, mais les communards refusent de toucher aux tombes,.
En 1924, le monument est restauré, conformément à une décision du conseil municipal de 1922. Certains éléments brisés de l'ancien monument gisent entre les tombes de la division.

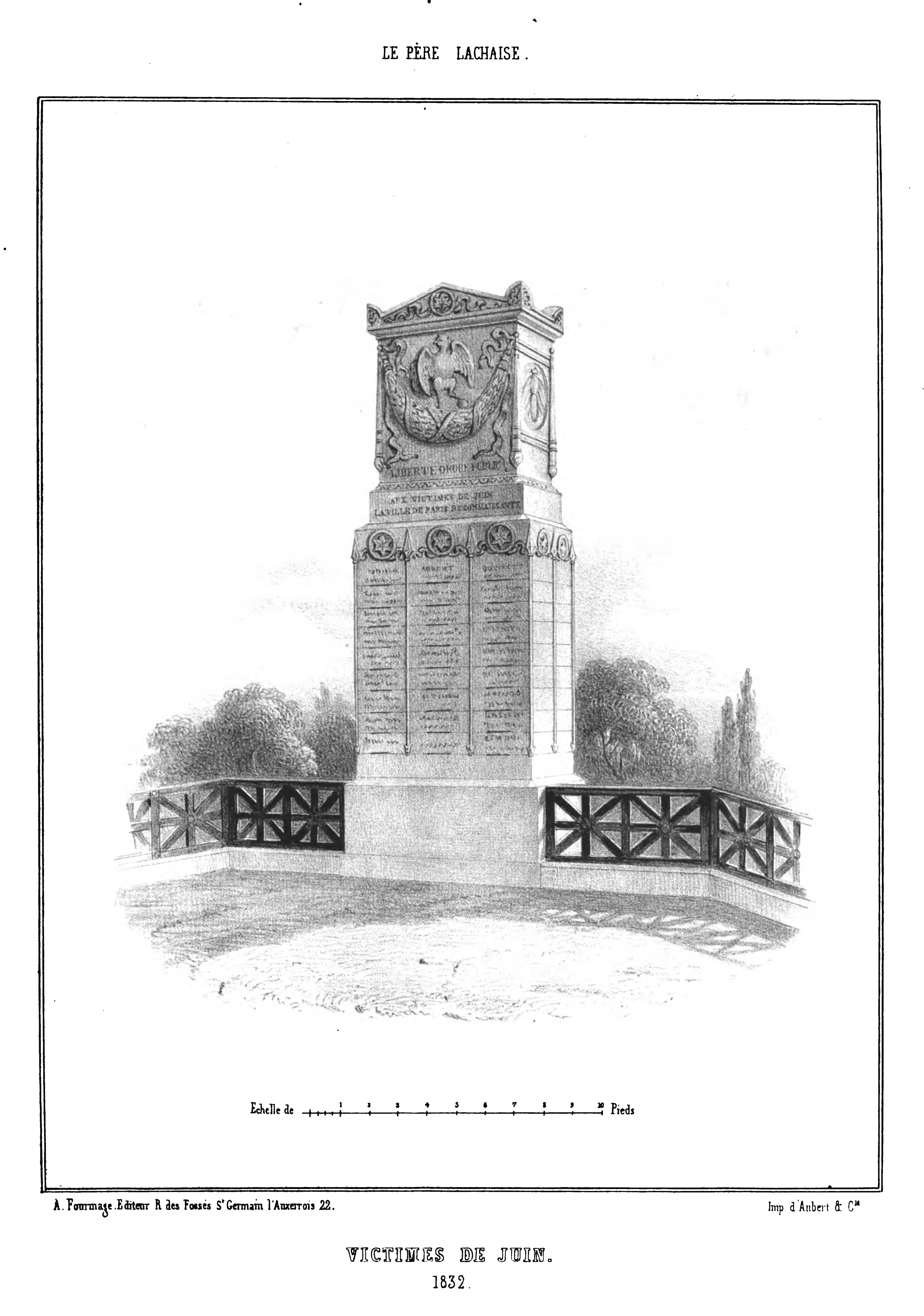
Lithographie d'Émile Lasalle (1839).
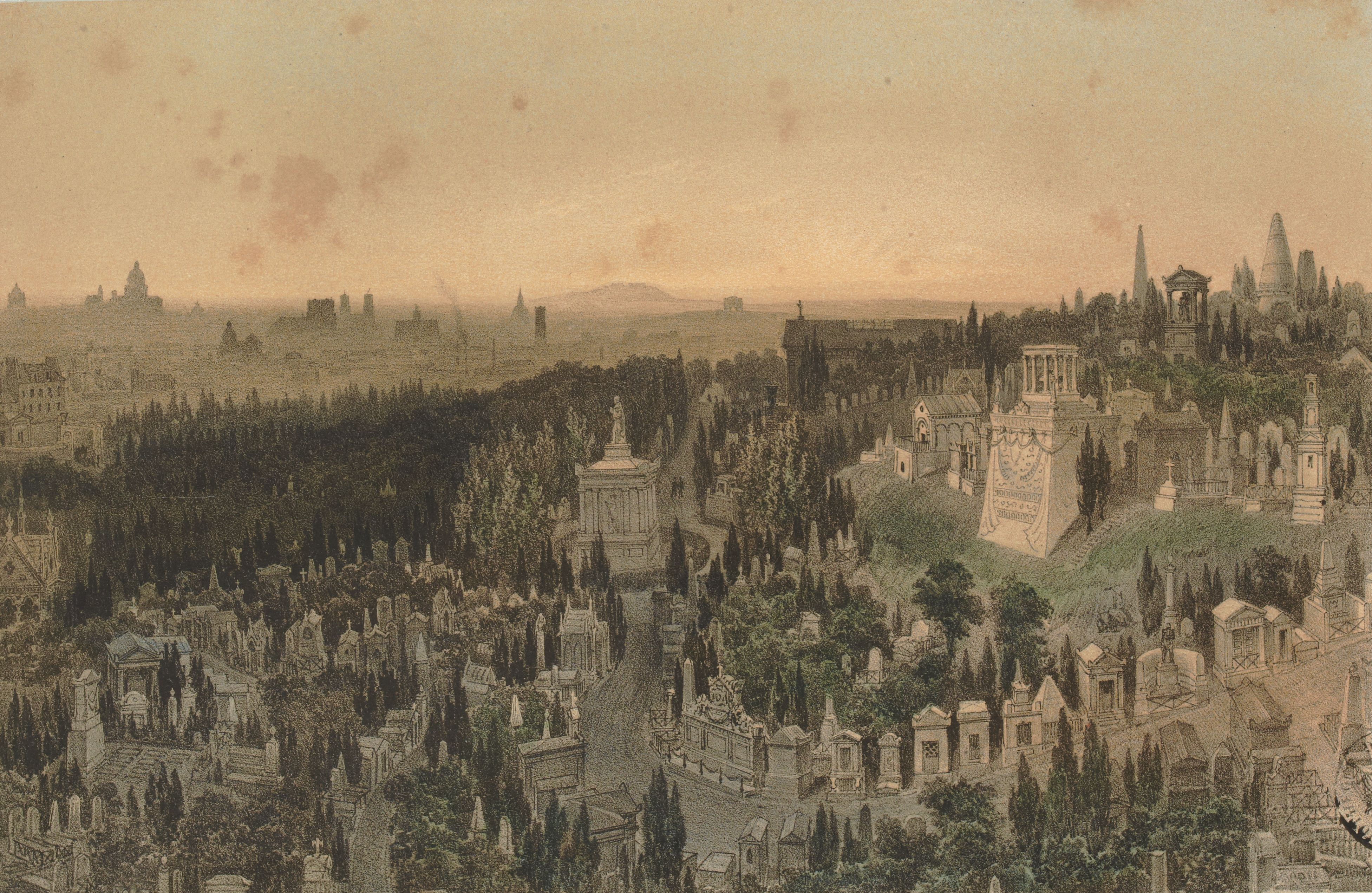
Lithographie de Jules Arnoult (années 1860).
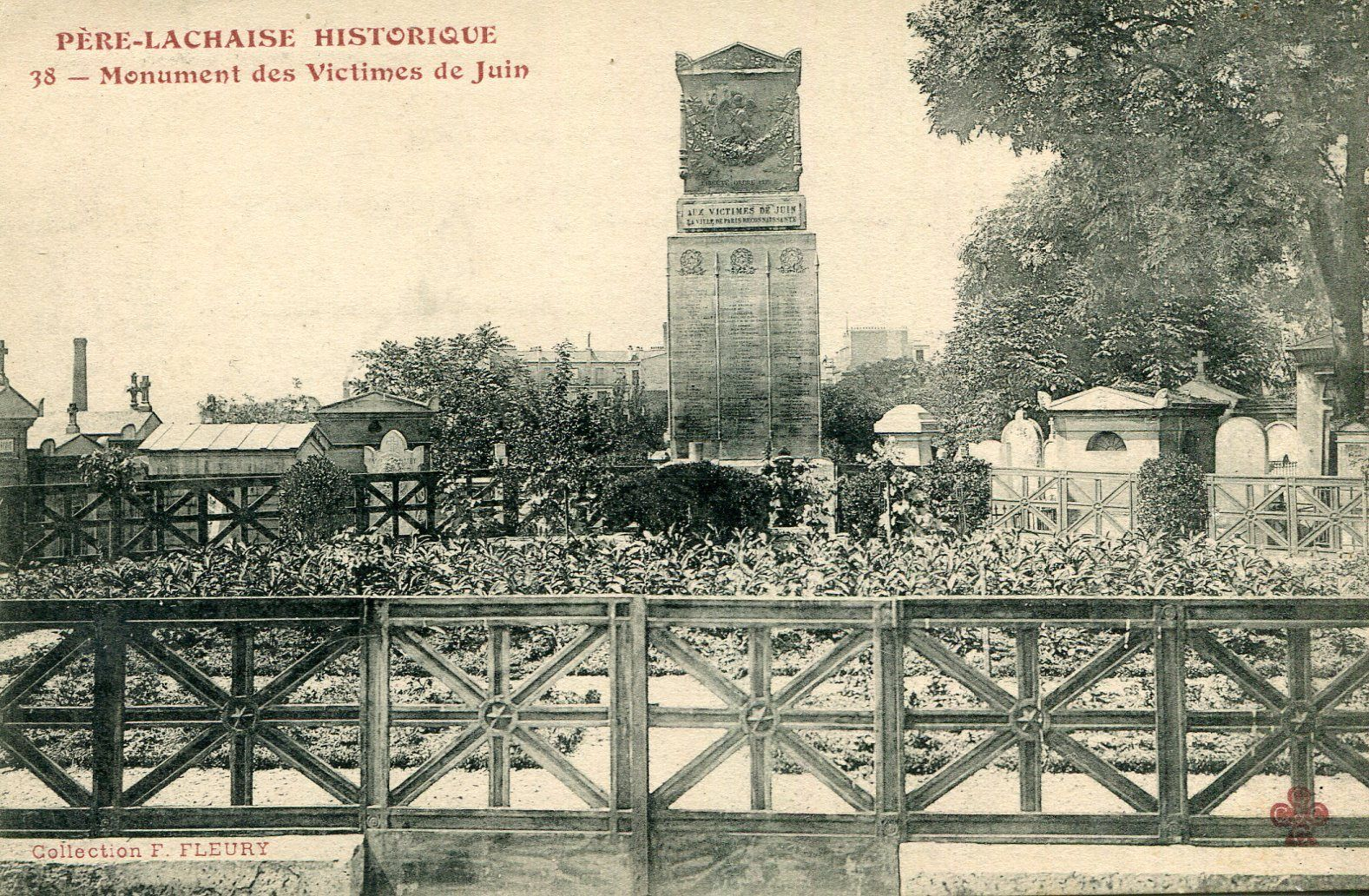
Carte postale de Fernand Fleury (ca. 1900).
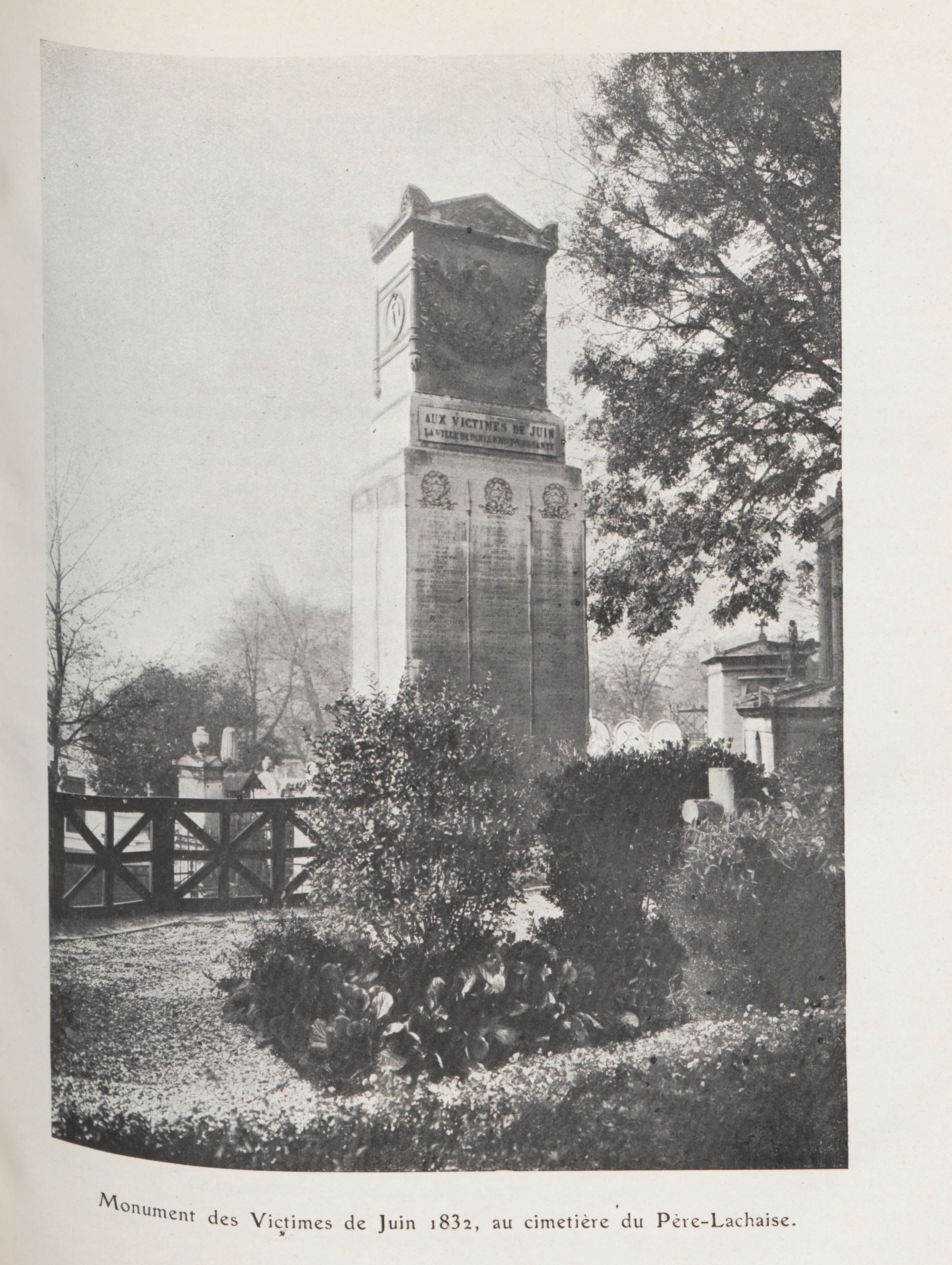
Monument avant la restauration de 1924 (1913).

## Monument
Le monument est situé en première ligne de la 6e division du cimetière du Père-Lachaise. L'emplacement est constitué de trois terrains mesurant en tout 196,30 mètres carrés. La date de construction exacte du monument n'est pas connue précisément mais les travaux ne commencèrent pas immédiatement. Le Commissaire de police du quartier de Popincourt signale dans un rapport du 26 avril 1833 l'état d'abandon de l'emplacement concédé aux victimes de juin 1832 et qu'il était prévu d'y élever un modeste monument. Quelques années plus tard, le monument est achevé, comme l'indique le dessin reproduit par Louis-Marie Normand dans un recueil de monuments funéraires publié en 1836,.
Le monument réalisé par l'architecte Étienne-Hippolyte Godde et le sculpteur Jean-Baptiste-Louis Plantar est composé d'un soubassement orné de lances et couronnes de chêne. Les lances divisent les inscriptions disposées en colonnes. Le soubassement est surmonté d'un petit monument dont le fronton est orné d'une couronne. Les faces antérieures et postérieures sont ornées d'un coq, d'une guirlande en chêne et de flambeaux renversés. Les côtés sont décorées d'un papillon entouré d'un serpent se mordant la queue (ouroboros). L'emplacement gazonné est entouré d'une balustrade.
En plus des 62 noms gravés sur ses différentes façades, le monument comporte les inscriptions suivantes :
La façade antérieure comporte la devise de la Garde nationale :

« Liberté, ordre public »

« Aux victimes de juin, la ville de Paris reconnaissante »

Face droite :

« Avril 1834 »

« Juillet 1835 »

La face gauche comportait l'inscription devenue illisible :

« Ce monument, élevé par la ville de Paris, est entretenu par les soins de l'Administration municipale »

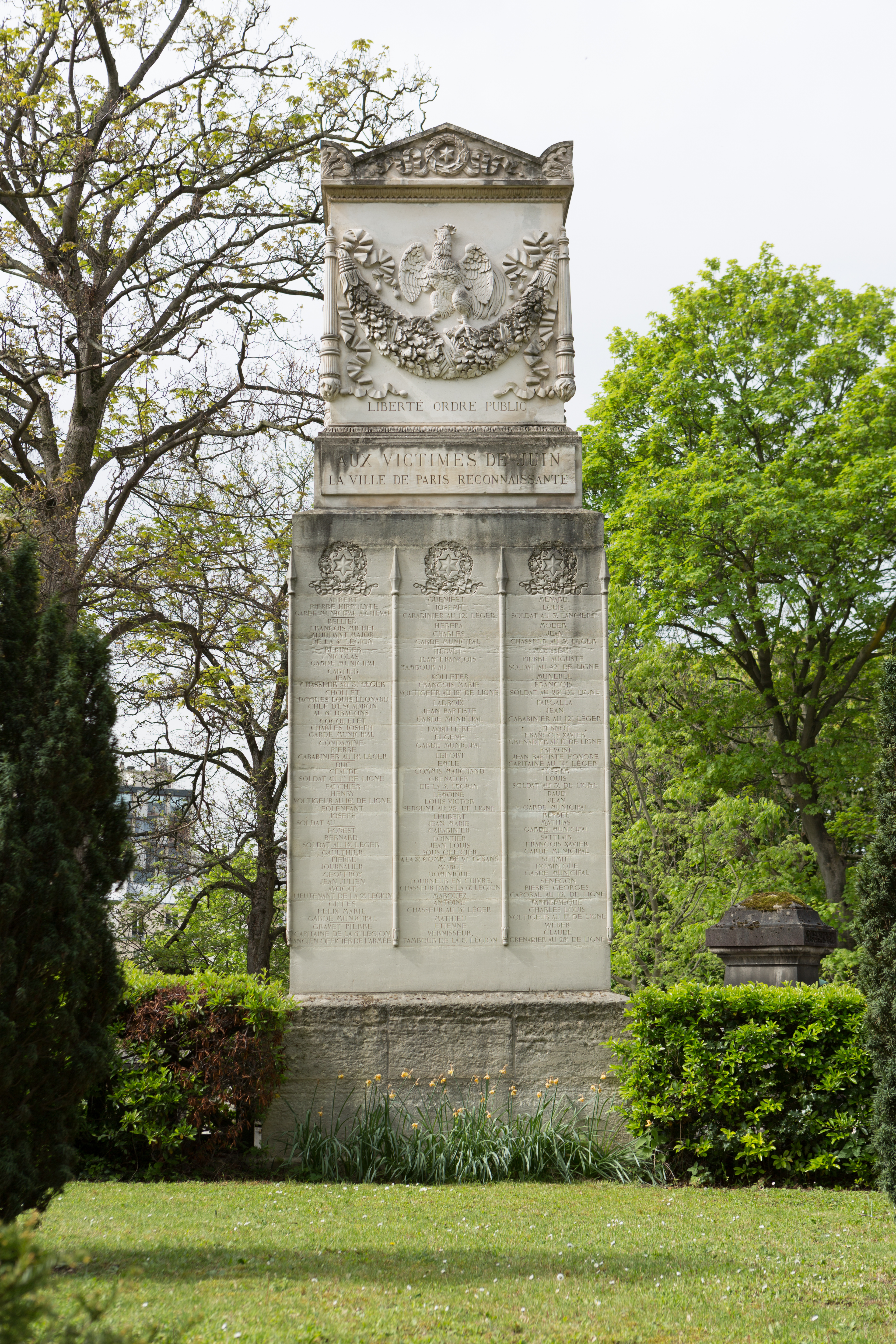
Stèle et cénotaphe.
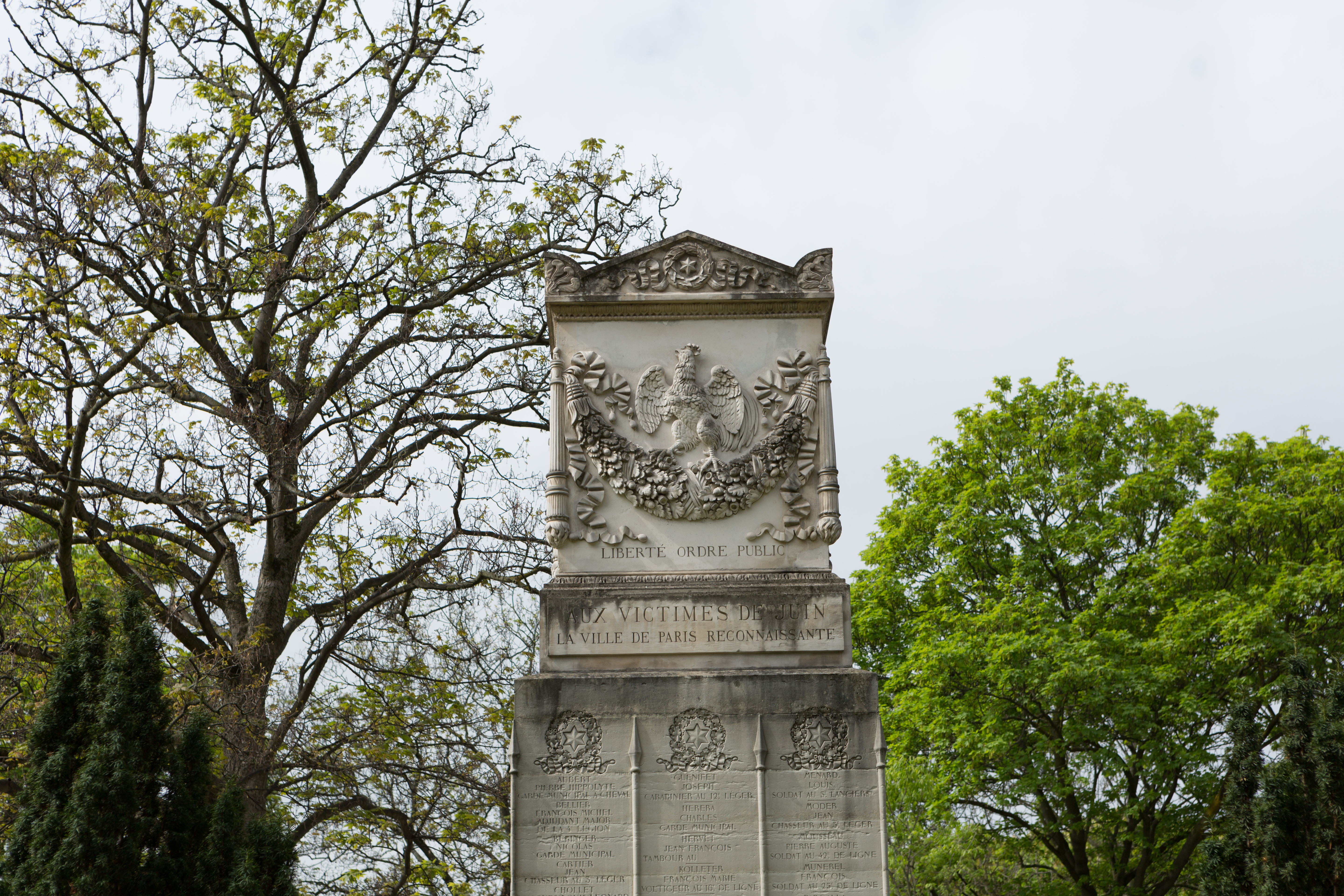
Cénotaphe.
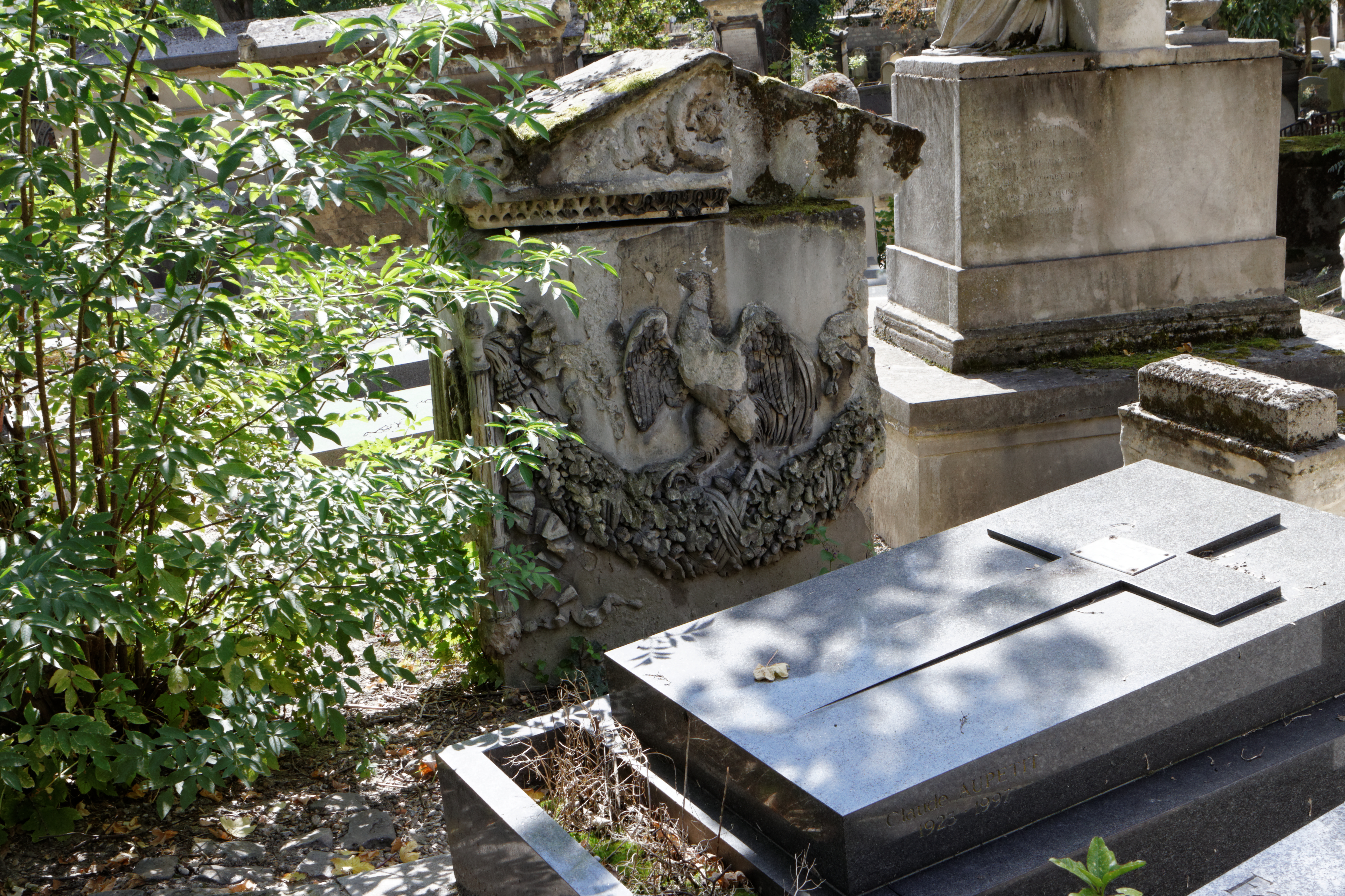
Ancien cénotaphe.
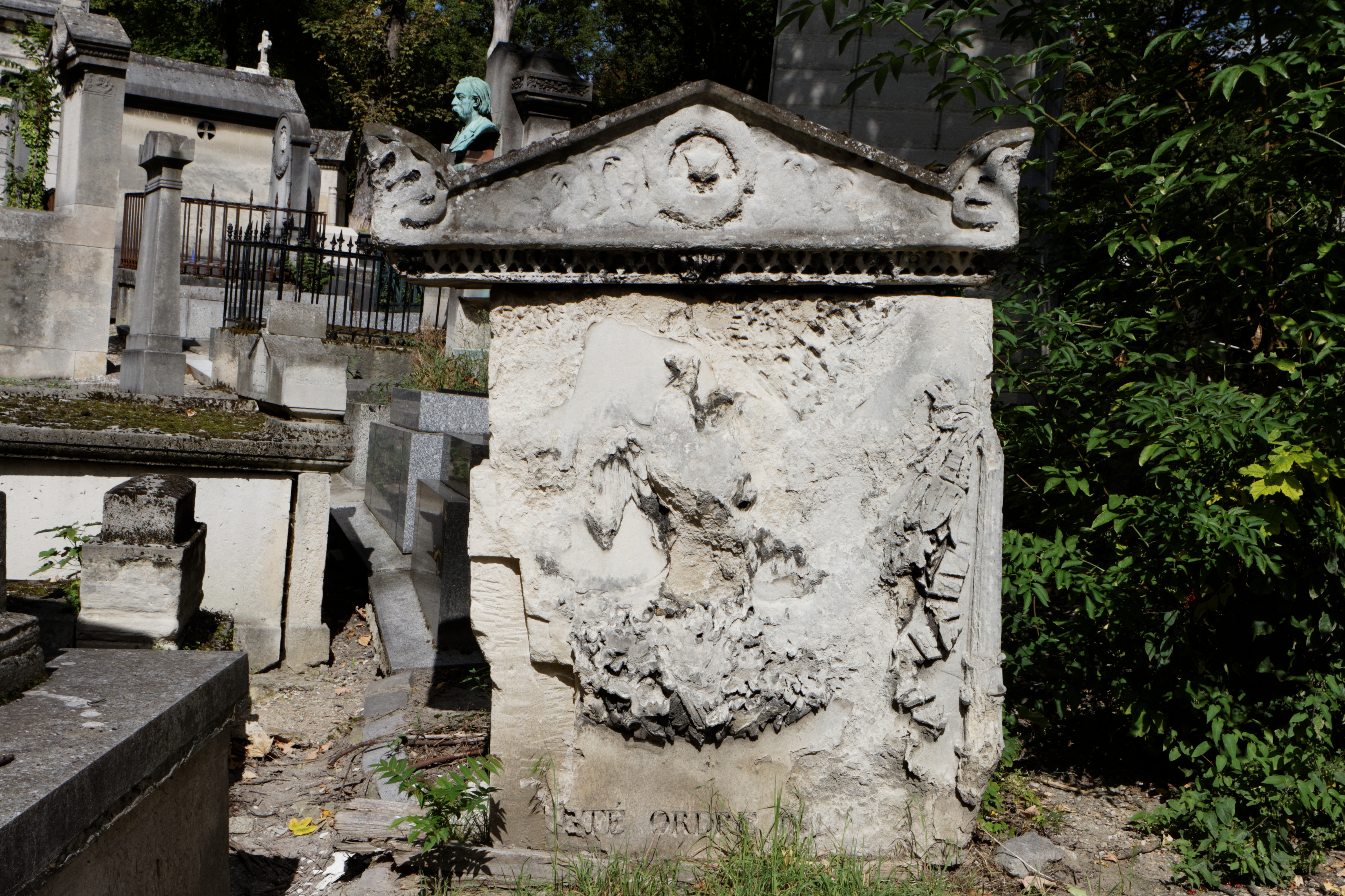
Ancien cénotaphe.

## Sépulture
Au total, 62 gardes nationaux, gardes municipaux, militaires et civils sont inhumés dans cet enclos funéraire.
Une liste sur trois colonnes figurant sur la face antérieure du monument présente 43 soldats appartenant à l'armée, à la Garde nationale et à la Garde municipale de Paris, infanterie et cavalerie, mortes lors de l’insurrection républicaine des 5 et 6 juin 1832 à Paris.
La face droite présente les noms de 15 gardes nationaux, gardes municipaux et soldats tués lors des émeutes des 13 et 14 avril 1834. Une deuxième colonne présente 4 victimes décédées des suites de leurs blessures reçues lors de l'attentat de Fieschi du 28 juillet 1835.
| Façade antérieure                                                                                   | Façade antérieure                                                                             | Façade antérieure                                   |
| Aux victimes de juin                                                                                | Aux victimes de juin                                                                          | Aux victimes de juin                                |
| 1re colonne                                                                                         | 2e colonne                                                                                    | 3e colonne                                          |
| --------------------------------------------------------------------------------------------------- | --------------------------------------------------------------------------------------------- | --------------------------------------------------- |
| Aubert Pierre-Hippolyte Garde municipal à cheval                                                    | Guenifet Joseph Carabinier au 12e léger                                                       | Menard Louis Soldat au 5e lanciers                  |
| Bellier François-Michel Adjudant-major de la 4e légion de la garde nationale de Paris               | Herera Charles Garde municipal                                                                | Moder Jean Chasseur au 3e léger                     |
| Béringer Nicolas Garde municipal                                                                    | Hervet Jean-François Tambour au                                                               | Mousseau Pierre-Auguste Soldat au 42e de ligne      |
| Cartier Jean Chasseur au 3e léger                                                                   | Kolleter François-Marie Voltigeur au 6e de ligne                                              | Munerel François Soldat au 25e de ligne             |
| Chollet Jacques-Louis-Léonard Chef d'escadron au 6e dragons                                         | Ladroix Jean-Baptiste Garde municipal                                                         | Pargala Jean Carabinier au 12e léger                |
| Cocquelet Charles-Joseph Garde municipal                                                            | Lavrillière Eugène Garde municipal                                                            | Pernot François Xavier Grenadier au 1er de ligne    |
| Condamine Pierre Carabinier au 14e léger                                                            | Lefort Émile Commis-marchand, Grenadier de la 4e légion de la garde nationale de Paris        | Prévost Jean-Baptiste Honoré Capitaine au 14e léger |
| Duc Claude Soldat au 1er de ligne                                                                   | Lemoine Louis-Victor Sergent au 25e de ligne                                                  | Pussier Louis Soldat au 3e de ligne                 |
| Fauchier Henri Voltigeur au 16e de ligne                                                            | Lhubert Jean-Marie Carabinier                                                                 | Raud Jean Garde municipal                           |
| Folenfant Joseph Soldat au                                                                          | Lointier Jean-Louis Sous-officier à la 3e compagnie des vétérans                              | Reybel Mathias Garde municipal                      |
| Forest Bernard Soldat au 14e léger                                                                  | Morge Dominique Tourneur en cuivre, Chasseur dans la 6e légion de la garde nationale de Paris | Sattlair François-Xavier Garde municipal            |
| Gaultier Pierre Journalier                                                                          | Marquez Antoine Chasseur au 14e léger                                                         | Schmitt Dominique Garde municipal                   |
| Geoffroy Jean-Julien Lieutenant de la 2e légion de la garde nationale de Paris                      | Mathieu Étienne Vernisseur, Tambour de la 5e légion de la garde nationale de Paris            | Sénégon Pierre-Georges Caporal au 16e de ligne      |
| Félix-Marie Gilles Garde municipal                                                                  |                                                                                               | Vanherseque Charles-Louis Voltigeur au 1er de ligne |
| Pierre Gravet Capitaine de la 6e légion de la garde nationale de Paris, ancien officier de l'armée. |                                                                                               | Weber Claude Grenadier au 25e de ligne              |

| Façade droite                                                                    | Façade droite                                |
| Avril 1834                                                                       | Juillet 1835                                 |
| -------------------------------------------------------------------------------- | -------------------------------------------- |
| Armellini Jean Antoine Voltigeur au 35e de ligne                                 | Dame Alizon Rose Geneviève                   |
| Bernard Alexis Joseph Soldat au 8e de ligne                                      | Dame Briosne née Frotignon Fébronie Adélaïde |
| Blondy Jacques Voltigeur au 35e de ligne                                         | Leclaire Nicolas François Ébéniste           |
| Chenut Jean-Baptiste Garde municipal                                             | Dame Edhernez née Langdot Joséphine Pélagie  |
| De Mia Charles Louis Antoine Soldat au 32e de ligne                              |                                              |
| Dupuis Léonard Garde municipal                                                   |                                              |
| Fayaut François Soldat au 54e de ligne                                           |                                              |
| Gauthiez Jean-Baptiste Soldat au 8e de ligne                                     |                                              |
| Gilbert Antoine Charles Clément Capitaine au 32e de ligne                        |                                              |
| Guilliout Pierre Honoré Voltigeur de la 7e légion de la garde nationale de Paris |                                              |
| Guitton Louis Garde municipal                                                    |                                              |
| Journier Charles Tambour de grenadiers au 7e léger                               |                                              |
| Léon Pierre Jean Soldat au 32e de ligne                                          |                                              |
| Malgornn Yvon Soldat au 32e de ligne                                             |                                              |
| Rey Paul François Joseph Capitaine de grenadiers au 33e de ligne                 |                                              |